# Naum Aronson

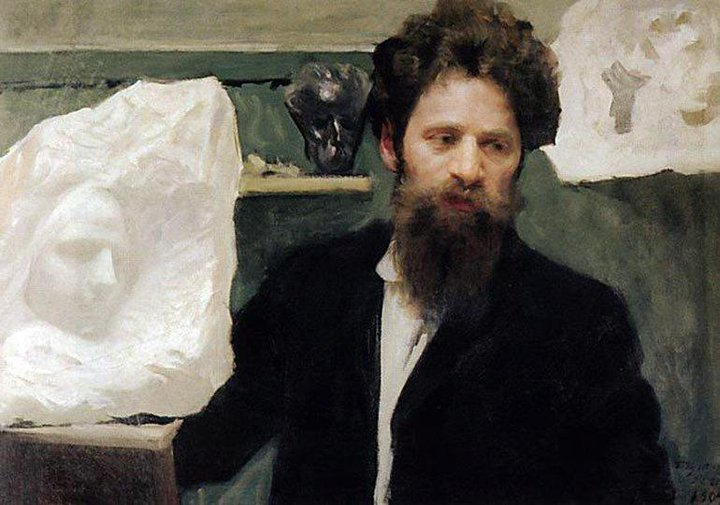
Borys Kustodiew: Portret Nauma Aronsona

Naum Aronson (ros. Наум Львович Аронсон, ur. 25 grudnia 1872 w Krasławiu, we wschodniej Łotwie, zm. 30 września 1943 w Nowym Jorku) – rzeźbiarz, tworzący głównie we Francji.
W wieku szesnastu lat rozpoczął naukę w szkole rysunków Iwana Trutniewa w Wilnie, lecz po dziesięciu miesiącach powrócił do rodzinnego miasta. W roku 1891 przybył do Paryża, gdzie poznał Augusta Rodina. Rozpoczął studia w Ecole des Arts Decoratifs, w pracowni H. Lemaire’a i w Akademii Colarossiego.
Po odbyciu służby w armii rosyjskiej powrócił na stałe do Paryża i zajął się 1896 rzeźbieniem popiersi wybitnych osobistości, jak Ludwik Pasteur, George Washington, Ludwig van Beethoven, Grigorij Rasputin, Spartakus. Od roku 1897 uczestniczył w wystawach paryskich. 
W roku 1912 odbyła się wystawa dzieł Nauma Aronsona oraz jego przyjaciół:Dawida Widhopffa i Aleksandra Altmana.
W roku 1913 powrócił do Krasławia, gdzie ufundował dom dla niepełnosprawnych dzieci.
Po wybuchu II wojny światowej Aronson opuścił Francję i zamieszkał 1940 w Stanach Zjednoczonych, gdzie zmarł 1943.